# Druga generacija cefalosporina
Druga generacija cefalosporina je naziv za jednu od generacija antibiotika iz skupine cefalosporina. Druga generacija se dijeli na prave cefalosporine (cefuroksim) i cefamicine (od gljive Streptomices lactamduram, cefotetan i cefoksitin).
Kao i sve generacije cefalosporina neučinkoviti su protiv Enterococcus spp. i L. monocytogenes jer ove bakterije sintetiziraju PBP za koji cefalosporini imaju mali afinitet.(Alan R. Hauser, 2007)

## Aerobni Gram pozitivni koki
Pravi cefalosporini (cefuroksim) u načelu su djelotvorni protiv aerobnih Gram pozitvnih koka jednako kao i cefalosporini prve generacije, dok cefamicini (cefotetan i cefoksitin) imaju značajno manju aktivnost protiv istih bakterija zbog metoksi skupine na β laktamskom prstenu koja smanjuje afinitet za PBP Gram pozitivnih aerobnih koka.(Alan R. Hauser, 2007)

## Aerobni Gram negativni koki i bacili
Protiv aerobnih i fakultativnih Gram negativnih bakterija svi imaju pojačan učinak, jer mogu odoliti njihovim β laktamazama, tako da su potentniji protiv E. coli,  P. mirablis, K. pneumoniae nego cefalosporini prve generacije, također su aktivni i protiv Niesseria spp., te su samo pravi cefalosporini aktivni protiv Haemophilus influenzae. (Alan R. Hauser, 2007)
Zaključno se može reći da su cefalosporini druge generacije aktivni protiv aerobnih i fakultativnih Gram negativnih bakterija više nego cefalosporini prve generacije, a manje nego oni treće generacije.

## Anerobne bakterije
Protiv anarobnih bakterija cefamicini (cefotetan i cefoksitin) imaju umjerenu aktivnost jer zbog metoksi skupine mogu odliti β laktamazama nekih anaerobnih bakterija npr. B. fragilis.    (Alan R. Hauser, 2007)